# Pachyramphus spodiurus
El anambé pizarra o cabezón pizarra (Pachyramphus spodiurus), es una especie de ave paseriforme perteneciente a la familia Tityridae. Este género ha sido emplazado tradicionalmente en la familia Cotingidae o Tyrannidae, pero serias evidencias sugieren que su mejor lugar es Tityridae, donde ahora la emplaza la SACC. 

## Distribución y hábitat
Se encuentran en Ecuador y Perú. Su hábitat natural son los bosques secos subtropicales. Está considerado en peligro de extinción por la pérdida de hábitat.